# キリンオープンゴルフ
アジアンパシフィックオープンゴルフ選手権競技 キリンオープンゴルフ（アジアンパシフィックオープンゴルフせんしゅけんきょうぎ キリンオープンゴルフ）は、1952年から2001年まで開催されたゴルフトーナメント。日本ゴルフ協会とアジア太平洋ゴルフ連盟が主催し、日本ダンロップが特別協賛、キリンビールが後援。日本ゴルフツアー機構とアジアンツアーが公認し、東西コースを隔年ごとに開催されていた。

## 概要
前身は1952年に読売新聞社が主催し開催された読売プロゴルフ選手権であり、その後は「読売国際オープン」、「総武国際オープン」、「ダンロップ国際オープン」、「ダンロップオープン」、「キリンオープン」と名称を変え、2000年にアジア太平洋のゴルファーNo.1決定戦の大会となった。優勝者にはキリンビールから一番搾り3年分が授与されていたが、2001年に終了。優勝トロフィーであるアジアパシフィックオープン杯は2000年に製作し、2022年まで「ダイヤモンドカップゴルフ」（キリンビールが参加する三菱グループ主催）の優勝者に渡されていた。
1962年から1971年まで東京よみうりカントリークラブ、1972年から1976年まで総武カントリークラブ、1977年から大会終了まで茨城ゴルフ倶楽部を会場に開催された。
テレビ中継は、ダンロップオープン、キリンオープンとテレビ朝日系列で中継され、生中継された時期もあった。
尾崎将司は4度の優勝経験があるが、全て東コースでの優勝であり、「東コースは自分の庭」と公言するほど東コースを得意としてた一方で、西コースは一度も優勝できなかったばかりか予選落ちもするなど、西コースが大の苦手であった。

## 歴代優勝者
※PO＝プレーオフ
| 2001年                 | 片山晋呉                 | -13        | 茨城ゴルフ倶楽部 東コース       |
| 2000年                 | 片山晋呉                 | -4         | 茨城ゴルフ倶楽部 東コース       |
| キリンオープン         |                          |            |                                 |
| 開催年                 | 優勝者名                 | スコア     | 開催コース                      |
| 1999年                 | 崔京周                   | -9         | 茨城ゴルフ倶楽部 西コース       |
| 1998年                 | フランキー・ミノザ       | -5         | 茨城ゴルフ倶楽部 東コース       |
| 1997年                 | 金鍾徳                   | -10        | 茨城ゴルフ倶楽部 西コース       |
| 1996年                 | 金子柱憲                 | -10        | 茨城ゴルフ倶楽部 東コース       |
| ダンロップオープン     |                          |            |                                 |
| 開催年                 | 優勝者名                 | スコア     | 開催コース                      |
| 1995年                 | ピーター・シニア         | -9         | 茨城ゴルフ倶楽部 東コース       |
| 1994年                 | 尾崎将司                 | -14        | 茨城ゴルフ倶楽部 東コース       |
| 1993年                 | 飯合肇                   | -13        | 茨城ゴルフ倶楽部 西コース       |
| 1992年                 | 尾崎将司                 | -2PO       | 茨城ゴルフ倶楽部 東コース       |
| 1991年                 | ロジャー・マッカイ       | -16        | 茨城ゴルフ倶楽部 西コース       |
| 1990年                 | フランキー・ミノザ       | -11PO      | 茨城ゴルフ倶楽部 東コース       |
| 1989年                 | テリー・ゲール           | -4         | 茨城ゴルフ倶楽部 西コース       |
| 1988年                 | 尾崎将司                 | -10        | 茨城ゴルフ倶楽部 東コース       |
| ダンロップ国際オープン |                          |            |                                 |
| 開催年                 | 優勝者名                 | スコア     | 開催コース                      |
| 1987年                 | 青木功                   | -11（277） | 茨城ゴルフ倶楽部 西コース       |
| 1986年                 | 重信秀人                 | -7（281）  | 茨城ゴルフ倶楽部 東コース       |
| 1985年                 | 陳志忠                   | -11（277） | 茨城ゴルフ倶楽部 西コース       |
| 1984年                 | ジョン・ジェイコブス     |            | 茨城ゴルフ倶楽部 西コース       |
| 1983年                 | ラリー・ネルソン         | -15（201） | 茨城ゴルフ倶楽部 東コース       |
| 1982年                 | 中嶋常幸                 | -12（276） | 茨城ゴルフ倶楽部 西コース       |
| 1981年                 | 島田幸作                 |            | 茨城ゴルフ倶楽部 西コース       |
| 1980年                 | 尾崎将司                 |            | 茨城ゴルフ倶楽部 東コース       |
| 1979年                 | 石井裕士                 |            | 茨城ゴルフ倶楽部 西コース       |
| 1978年                 | 郭吉雄                   |            | 茨城ゴルフ倶楽部 東コース       |
| 1977年                 | ベン・アルダ             |            | 茨城ゴルフ倶楽部 西コース       |
| 総武国際オープン       |                          |            |                                 |
| 開催年                 | 優勝者名                 | スコア     | 開催コース                      |
| 1976年                 | ベン・アルダ             |            | 総武カントリークラブ 総武コース |
| 1975年                 | 杉原輝雄                 |            | 総武カントリークラブ 総武コース |
| 1974年                 | 呂良煥                   |            | 中山カントリークラブ            |
| 1973年                 | 内田繁                   | −9（279）  | 総武カントリークラブ総武コース  |
| 1972年                 | 謝敏男                   | −9（279）  | 総武カントリークラブ総武コース  |
| 読売国際オープン       |                          |            |                                 |
| 開催年                 | 優勝者名                 | スコア     | 開催コース                      |
| 1971年                 | 安田春雄                 | （282）    | 東京よみうりカントリークラブ    |
| 1970年                 | デビッド・グラハム       | （286）    | 東京よみうりカントリークラブ    |
| 1969年                 | ガイ・ウォルステンホルム | （288）    | 東京よみうりカントリークラブ    |
| 1968年                 | 陳清波                   | （283）    | 東京よみうりカントリークラブ    |
| 1967年                 | 河野光隆                 | （282）    | 東京よみうりカントリークラブ    |
| 1966年                 | ヒュー・ボイル           | （286）    | 東京よみうりカントリークラブ    |
| 1965年                 | フランク・フィリップス   | （288）    | 東京よみうりカントリークラブ    |
| 1964年                 | 杉本英世                 | -          | 東京よみうりカントリークラブ    |
| 1963年                 | ダグ・サンダース         | （289）    | 東京よみうりカントリークラブ    |
| 1962年                 | ピーター・トムソン       | （279）    | 東京よみうりカントリークラブ    |

読売プロ選手権
- 1961年 -  ゲーリー・プレーヤー
- 1960年 - 橘田規
- 1959年 - 島村祐正
- 1958年 -  ジャックバーク・ジュニア
- 1957年 - 小野光一
- 1956年 - 中村寅吉
- 1955年 - 林由郎
- 1954年 - 栗原甲子男
- 1953年 - 石井朝夫
- 1952年 - 林由郎